# 卡齐米日·帕日焦尔
卡齐米日·帕日焦尔（波蘭語：Kazimierz Paździor，1935年3月4日—2010年6月24日），波兰男子拳击运动员。他曾代表波兰参加1960年夏季奥林匹克运动会拳击比赛，获得男子60公斤级金牌。